# 2022 في روسيا
2022 في روسيا يعد العام الحادي والثلاثون للاتحاد الروسي رَسميًا.

## خَلفيَّة
شهدت المنطقة أحداث جَدَل بين روسيا وأوكرانيا، أواخر 2021 (أي ديسمبر 2021) مع شكوك بوجود حرب في 2022، فقد كشفت مصادر غربية عن أنَّ «فلاديمير بوتين، لم يتوقف عن جمع القوات قرب حدود أوكرانيا، منذ القمة الافتراضية التي عقدها مع نظيره الأمريكي جو بايدن، مطلع ديسمبر» وأُفيدَ أنَّ روسيا نقلت مئات الدبابات وقطع المدفعية وصواريخ بالستية قصيرة المدى من سيبيريا إلى حدود أوكرانيا.

## الأحداث

### فبراير
- 3 فبراير - رداً على قرار هيئة تنظيم البث في ألمانيا بحظر بث قناة آر تي الألمانية التي تديرها الدولة الروسية بسبب عدم وجود ترخيص بث، قالت وزارة الخارجية الروسية إنها ستغلق مكتب دويتشه فيله في موسكو. جميع موظفي المعتمدين وإنهاء بث القناة في روسيا. كما ذكرت أنها ستبدأ إجراءات تعيين دويتشه فيله كـ «وكيل أجنبي».[2]
- 15 فبراير - مجلس الدوما الروسي يصوت على مطالبة الرئيس فلاديمير بوتين بالاعتراف بجمهوريات دونيتسك ولوهانسك الشعبية في أوكرانيا كدولتين مستقلتين. تم اقتراح مشروع القانون من قبل الحزب الشيوعي.[3][4][5][6]
- 21 فبراير - أعلن الرئيس الروسي فلاديمير بوتين أن روسيا اعترفت بجمهوريات دونيتسك ولوهانسك الشعبية في أوكرانيا كدولتين مستقلتين. جاء ذلك بعد أن طلب مجلس الدوما ذلك قبل أسبوع.[7][8]

### مارس
- 10 مارس - بعد تعليق عضوية روسيا في مجلس أوروبا في أعقاب غزوها لأوكرانيا عام 2022، وإعلانها لاحقًا عن نيتها الانسحاب من المنظمة،[9] صادق رئيس روسيا السابق (2008-2012) ورئيس الوزراء السابق (2012-2020) ديمتري ميدفيديف على إعادة عقوبة الإعدام في روسيا.[8]
- 27 مارس - قال ليونيد باشنيك إن جمهورية لوهانسك الشعبية قد تجري استفتاء للانضمام إلى روسيا في المستقبل القريب.[10]
- 30 مارس - بعد أيام قليلة، أعلن رئيس أوسيتيا الجنوبية أناتولي بيبيلوف عزمه على بدء الإجراءات القانونية في المستقبل القريب للاندماج مع الاتحاد الروسي.[11][12]

### أبريل
- 26 أبريل - حادثة إطلاق النار في روضة فيشكايما [الإنجليزية] في أوليانوفسك.[13]

### أغسطس
- 2 أغسطس - المحكمة العليا الروسية تعلن أنَّ «فوج آزوف» منظمة إرهابية.[14]

### سبتمبر
- 30 سبتمبر - في هذا اليوم ضم الاتحاد الروسي رسميًا الأقاليم الأوكرانية المحتلة جزئيًا من قبلها وهم لوهانسك، دونيتسك، زاباروجيا وخيرسون التي تشكل مجتمعة حوالي 15٪ من أراضي أوكرانيا.[15]

### أكتوبر
قَريبًا

### نوفمبر
قَريبًا

### ديسمبر
قَريبًا